# Trey Kell
Pour les articles homonymes, voir Trey et Kell.
George Earl Kell III, né le 5 avril 1996 à San Diego, en Californie, est un joueur américain de basket-ball. Il évolue au poste d'arrière.

## Biographie

### Carrière universitaire
Entre 2014 et 2018, il passe ses quatre années universitaires à l'université d'État de San Diego où il joue pour les Aztecs.

### Carrière professionnelle

#### KK Igokea (juil. - août 2018)
Le 21 juin 2018, lors de la draft 2018 de la NBA, automatiquement éligible, il n'est pas sélectionné.
Le 31 juillet 2018, il signe son premier contrat professionnel en Bosnie-Herzégovine au KK Igokea. Il choisit Igokea parmi neuf autres offres d'équipes européennes.
Kell est libéré un mois plus tard en raison d'une blessure au genou. En trois matches de championnat, il a une moyenne de 3,7 points en 15,1 minutes par match.

#### Moncton Magic (2019)
Il rejoint ensuite le Moncton Magic (en) au Canada au milieu de la saison.
Le 16 mai 2019, il est nommé MVP de la finale contre St. John's Edge (en)  qu'il termine avec 41 points, neuf rebonds, six passes décisives et trois interceptions.

#### Hong Kong Eastern (sept. 2019 - jan. 2020)
Le 10 septembre 2019, il rejoint le club chinois du Hong Kong Eastern (en).
En trois matches, il a des moyennes de 31,3 points, 8,3 rebonds, 5,0 passes décisives, 1,0 interception et 1,0 contre par match.
Il quitte l'équipe le 4 janvier 2020.

#### Stal Ostrów Wielkopolski (jan. - juil. 2021)
Le 14 janvier 2021, il signe avec le club polonais du Stal Ostrów Wielkopolski.

#### Pallacanestro Varese (juil. - déc. 2021)
En juillet 2021, il participe à la NBA Summer League 2021 d'Orlando avec les Suns de Phoenix où il a des moyennes de 4 points, 2 rebonds et 0,7 passe décisive en 13,9 minutes par match.
Le 14 juillet 2021, il signe avec le club italien du Pallacanestro Varese.

#### Olimpia Milan (depuis jan. 2022)
Le 2 janvier 2022, il signe avec le club italien de l'Olimpia Milan.

## Statistiques

### Universitaires
Les statistiques en matchs universitaires de Trey Kell sont les suivantes :
| Saison    | Équipe          | Matchs | Titul. | Min./m | % Tir | % 3pts | % LF | Rbds/m. | Pass/m. | Int/m. | Ctr/m. | Pts/m. |
| --------- | --------------- | ------ | ------ | ------ | ----- | ------ | ---- | ------- | ------- | ------ | ------ | ------ |
| 2012-2013 | San Diego State | 35     | 15     | 20,3   | 33,3  | 22,1   | 63,7 | 2,80    | 1,60    | 0,57   | 0,09   | 5,6    |
| 2013-2014 | San Diego State | 38     | 38     | 28,5   | 40,5  | 38,4   | 66,7 | 3,74    | 1,42    | 0,79   | 0,18   | 12,55  |
| 2014-2015 | San Diego State | 33     | 32     | 31,8   | 37,5  | 26,8   | 76,6 | 4,91    | 2,91    | 1,36   | 0,42   | 13,18  |
| 2015-2016 | San Diego State | 28     | 26     | 28,5   | 38,4  | 28,9   | 74,2 | 4,14    | 4,07    | 1,11   | 0,21   | 10,50  |
| Total     | Total           | 134    | 111    | 27,2   | 38,0  | 30,9   | 70,7 | 3,87    | 2,39    | 0,94   | 0,22   | 10,47  |

## Palmarès
- Vainqueur de la coupe d'Italie 2022
- Champion de Pologne (2021)
- Champion du Canada (2019)
- MVP des finales du championnat canadien (2019)
- First-team All-Mountain West (2016)
- Third-team All-Mountain West (2017)
- Mountain West Tournament MVP (2018)